# 대구 산격동 연화 운룡장식 승탑
대구 산격동 연화 운룡장식 승탑(大邱 山格洞 蓮花 雲龍裝飾 僧塔)은 대구광역시 북구 경북대학교박물관에 있는 고려시대의 승탑이다. 1963년 1월 21일 대한민국의 보물 제135호로 지정되었다.

## 개요
경북대학교 박물관에 세워져 있는 이 탑은 사리를 넣어두는 탑신(塔身)을 중심으로, 아래에는 이를 받쳐주는 기단부(基壇部)를 두고, 위로는 머리장식을 얹었다. 
기단의 아래받침돌은 4각이며 각 면에는 엎어놓은 연꽃무늬가 조각되어 있다. 가운데받침돌은 동그스름한 8각으로, 표면 전체에 구름이 새겨져 있으며, 앞·뒤·좌·우에는 용 네 마리가 도드라지게 조각되어 있다. 각이 선명하고 강인함이 느껴지는데, 여기에서도 고려시대의 기상이 묻어나온다. 탑신은 8각의 몸돌 모서리에 기둥 모양을 본떠 새겼다. 앞·뒷면에는 문짝 모양을 조각하였으며, 그 좌우에는 불법을 지켜주는 4천왕(四天王)을 새겨 놓았다. 지붕돌 역시 8각이며, 꼭대기에서 가파른 경사를 보이다가 밑에서 넓게 퍼져 있다. 낙수면의 각 모서리선은 뚜렷하며 여덟 곳의 귀퉁이에서 살짝 들려 있다. 
전체적으로 8각의 양식을 잘 따르면서도 고려시대의 특징이 잘 나타나 있다. 곳곳에서 여주 고달사지 승탑(국보 제4호)을 떠올리게 하지만 조각수법이 다소 뒤떨어져 있으며, 고려 전기에 만들어졌을 것으로 보인다. 탑신의 윗부분이 조금은 움츠러든 감이 있으나, 가운데받침돌에 새겨진 구름과 용무늬는 기단부의 웅장함을 돋보이게 한다.
일본인의 집에 있던 것을 경북대학교 박물관으로 옮겨 놓았으며, 원래의 위치나 주인공에 대해서는 알려지지 않고 있다. 

## 같이 보기
- 대구 산격동 사자 주악장식 승탑 (보물 제258호)

## 참고 자료
- 대구 산격동 연화 운룡장식 승탑 - 국가유산청 국가유산포털